# Óbudaisziget
Óbudaisziget (pisane razem) – jedno z osiedli Óbudzie, III dzielnicy Budapesztu. Zajmuje całą powierzchnię wyspy Óbudai-sziget, od której wzięło nazwę. Jest ulubionym celem wycieczek, ale nie to jest powodem jego popularności, lecz organizowany tu od 1993 r. Sziget Festival. W 2001 r. osiedle, poza jedną osobą, nie posiadało stałych mieszkańców.

## Położenie
Powstała z rzecznych osadów wyspa na Dunaju, leży wzdłuż óbudzińskiego brzegu między 1651 a 1654 km rzeki. Zajmuje powierzchnię 108 ha, długość wynosi 2750 m, największa szerokość, dokładnie na linii 1653 kilometra, to 500 m. Od Óbudy oddziela ją szerokie na 70–80 m ramię Dunaju. Z północnego końca wyspy jest niedaleko do kolejowego mostu Újpesti, a przechodzący przez południowy jej kraniec most Arpada, łączy Budę z Pesztem.
Pierwotnie była to mielizna, składająca się z dwóch położonych blisko siebie części.

## Historia
Swój złoty wiek ta część dzisiejszego Budapesztu przeżyła w II w. n.e. Wybudowany tu w 106 r. pałac namiestnika Panonii, był jednym z najbardziej imponujących budynków mieszkalnych. W jego sąsiedztwie wybudowano port. Mieścił się tu również pałac Hadriana i obóz wojskowy o powierzchni 9000 m². Po 409 r. wyspa została opuszczona. Za czasów króla Macieja były tu zalesione tereny łowieckie. Później wyspa trafiła w posiadanie rodziny Zichy.
Znaczenie jej znacznie wzrosło w pierwszych latach XIX w., kiedy hrabia István Széchenyi, który był również twórcą węgierskiego wioślarstwa, założył tutaj stocznię, Óbudai Hajógyár. Na pierwsze pozostałości rzymskich murów natrafiono w 1836 r., kiedy pogłębiarka Vidra prowadziła prace w basenie stoczniowym. Również w 1836 r. zwodowano pierwszy wybudowany tutaj statek, parowiec Árpád. Stocznia zajmowała 28 ha wyspy. Rosnący na pozostałej jej części las, w większości wycięto, a uzyskany w ten sposób teren przeznaczono pod uprawy rolne.

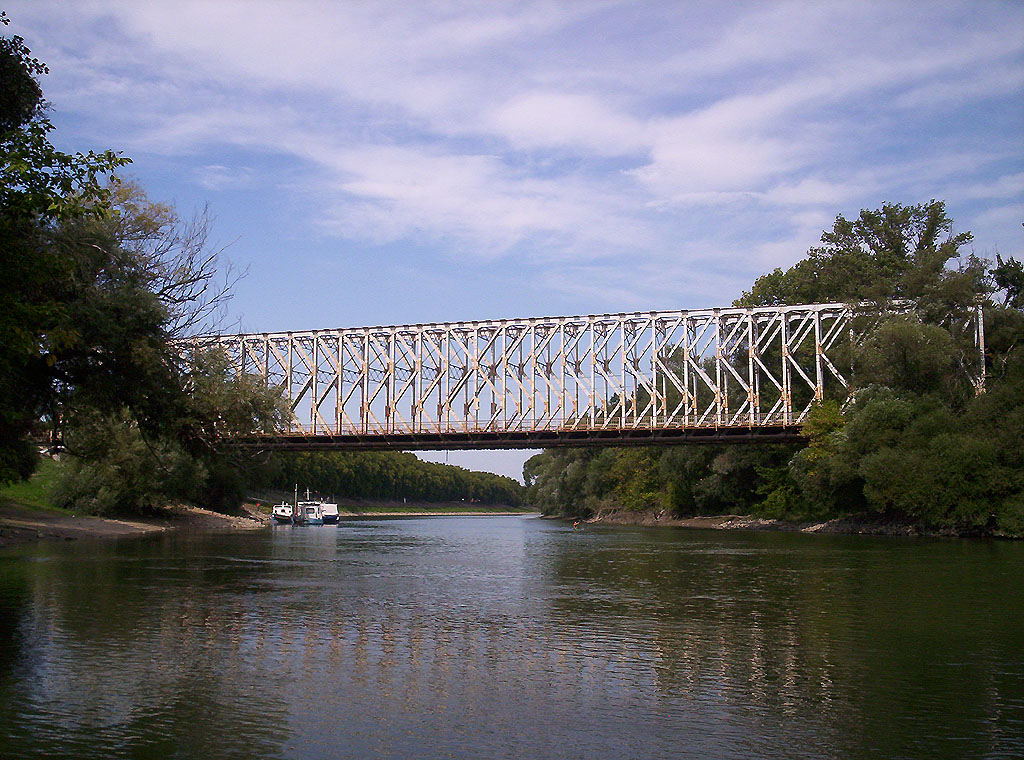
Wybudowany w 1955 r. K-híd

W 1858 r. zbudowano poprzednika „mostu stoczniowego” (Hajógyári híd), pierwszy stały most na odnodze Dunaju, który był drewnianym mostem ruchomym. W 1884 r. zbudowano na jego miejsce żelazny most zwodzony, a w 1958 r. obecny, żelbetonowy. W 1955 r. wybudowano tzw. „most K” (K-híd) z przebiegającą po nim bocznicą kolejową prowadzącą do stoczni oraz do przedsiębiorstwa budowy mostów Hídépítő Vállalat.
Na początku lat 60 XX w. we wschodniej części wyspy istniał ośrodek wypoczynkowy wyposażony w bungalowy, baseny pływackie i boiska. Później został rozbudowany i przekształcony w obóz harcerski. Do końca 1972 r. na większej części wyspy nadal były pola kukurydzy i buraków, a nawet prowadzono uprawę róż. Wtedy przerwano działalność rolniczą, a w następnym roku rozpoczęto tworzenie 34 hektarowego centrum wypoczynkowego, które oddano do użytku w setną rocznicę zjednoczenia Pesztu, Budy i Óbudy i nadano mu nazwę Parku 9 Maja (Május 9. park). W ramach tego projektu wybudowano parking i drogi dojazdowe, a w latach 1975-95 linia autobusowa 142 łączyła wyspę z placem Szentlélek tér w Óbudzie. Na wyspie istniało wiele placów zabaw, z których najbardziej znana była górka saneczkowa i plac zabaw dla dzieci ze zjeżdżalniami. Do jego budowy zużyto 18 000 m³ gruzu i ziemi. Plac zabaw spłonął w 1999 r. a nowy oddano do użytku w 2004 r. Wzdłuż głównej alei spacerowej na linii północ-południe wybudowano sześć kortów tenisowych, których stan nie jest obecnie najlepszy. Na północnym krańcu wyspy funkcjonowała dawniej stacja pomp, a óbudzińska gazownia (Óbudai Gázgyár) składowała szlamy. Na usypiska szlamów o wysokości 1-1,5 m nawieziono warstwę gleby. W trakcie urządzania terenu stworzono szereg nierówności, wzniesień, z których rozpościera się atrakcyjny widok na park.

## Pochodzenie nazwy
Na początku XX wieku nazywano ją Nagy-sziget, Wielką wyspą. Później, a również i dzisiaj Hajógyári-sziget, Wyspą Stoczniową, ze względu  działającą kiedyś na południowym krańcu stocznię. Do jej budynków, po zakończeniu działalności przemysłowej, wprowadziły się różne firmy. W porcie na wyspie działa Magyar Yacht Klub, Węgierski Klub Jachtowy. Na terenie byłej stoczni znaleziono pałac namiestnika Aquincum z czasów Hadriana, czekający na wykopaliska i ekspozycję.

## Literatura
- Mesél Óbuda földje - Guckler Károly Természetvédelmi Alapítvány (Budapest; 1998.)
- Kaiser Anna - Varró József: Volt egyszer egy hajógyár (Budapest, Óbuda - Helytörténeti füzetek; 1999.)
- H. Kérdő Katalin, Schweitzer Ferenc: Aquincum. Ókori táj - ókori város. MTA Földrajztudományi Kutatóintézet. 2010.
- Salamon Ferenc: Budapest története I. köt. Budapest az ókorban 1878.
- Szendy Károly (szerk.): Budapest az ókorban I-II. köt 1942.
- Bél Mátyás: Buda város leírása a kezdetektől Mohácsig (Fejezetek Budapest múltjából I.) 1987.
- Zsidi Paula: A Duna szerepe Aquincum topográfiájában. Budapest régiségei XLI. 2007.